# 日本橋 (中川)
日本橋（にっぽんばし、にほんばし）は、埼玉県加須市大字戸川の中川（天神堀）に架かる埼玉県道366号三田ヶ谷礼羽線の橋。本橋梁の日本橋の読み方は不明であり、橋梁の銘板および旧橋梁や案内板にも読みがなを記したものはない。

## 概要
江戸時代から石橋が架かっていた。
先代の1938年（昭和13年）7月に架橋された長さ16.7メートル、幅員5.6メートルで3径間（支間割5.3 m＋5.6 m＋5.3 m）のRCラーメン橋であったが、老朽化と幹線道路に架かる橋であるにもかかわらず幅員狭小で歩道が整備されていなかったため、橋の南側の現道拡幅の際に架け替えられる運びとなった。
2013年（平成25年）6月20日に歩道を備えた2車線の橋が完成し、開通している。

## 旧橋梁
旧橋梁は撤去されたが、親柱4基と欄干の一部（1径間分）は、元の場所から南東に離れた国道125号の多門寺交差点脇の広場にモニュメントとして保存され、案内板が設置されている。小石で川が再現されている。
中川上流には同時期にかけられた橋がいくつか現存しており、学校橋など欄干に特徴のある橋が残っている。また、近隣の手子堀川には類似するデザインの欄干を持つ高橋が架かっている。

## 周辺
- 羽生インターチェンジ
- 羽生水郷公園
- 加須吉沼
- 清掃センター
- 華蔵院
- 天照皇太神宮
- 戸川神社

## 隣の橋
- 中川

東北自動車道天神堀川橋 - 日本橋 - 西道橋